# Wisconsin (řeka)
Wisconsin (anglicky Wisconsin River) je řeka v USA ve státě Wisconsin. Je dlouhá 450 km. Povodí řeky zaujímá plochu 31 450 km².

## Průběh toku
Odtéká z jezera Vieux Desert. Protéká kopcovitou krajinou. Ústí zleva do Mississippi.

### Přítoky
- zleva – Big Rib, Yellow River, Baraboo, Kickapoo
- zprava – Eau Claire, Plover

## Vodní stav
Průměrný průtok vody na dolním toku činí 250 m³/s, maximální dosahuje 2300 m³/s a minimální 50 m³/s. Nejvyšších vodních stavů dosahuje od března do května.

## Využití
V povodí řeky bylo vybudováno mnoho vodních elektráren (např. Grand Fraser Falls) a více než 20 přehradních nádrží. Na řece leží města Merrill, Wausau, Stevens Point, Wisconsin Rapids.